# Roodpootaalscholver
De roodpootaalscholver (Poikilocarbo gaimardi synoniem: Phalacrocorax gaimardi) is een zeevogel uit de familie Phalacrocoracidae (aalscholvers). Het geslacht is op grond van DNA-onderzoek afgesplitst van Phalacrocorax.

## Kenmerken
Deze slanke, dunsnavelige aalscholver heeft een stervormig patroon rond zijn oog en fijne witte stippen op rug en vleugels. Tijdens het zwemmen worden de veren nat en lijkt de vogel zwart, Met uitzondering van de witte vlek in zijn nek. De rode poten zijn vlak voor het duiken het duidelijkst zichtbaar.

## Leefwijze
Het voedsel bestaat uit vis, inktvis en schaaldieren.

## Voortplanting
Deze vogels broeden in paartjes of kleine kolonies en ontwikkelen in broedconditie witte haarachtige veren op de kop. Het nest bestaat uit een hoopje zeewier op een rotsrichel, meestal in de beschutting van een grot.

## Verspreiding en leefgebied
Deze soort komt voor aan de kust en eilanden van Zuid-Amerika aan de Pacifische kant van Peru tot de Atlantische kust van Argentinië.

## Status
De grootte van de populatie werd in 2007 geschat op 40 duizend individuen en de populatie-aantallen nemen af door onder andere El Niño-verschijnselen en de effecten van visserij. Zowel directe effecten van visserij als vervolging en verstikking in visnetten, als indirecte effecten door concurrentie met de visserij op bodembewonende vissoorten. Om deze redenen staat deze soort als gevoelig op de Rode Lijst van de IUCN.